# Arpophyllum
Arpophyllum  (лат.) — род многолетних травянистых растений подтрибы Laeliinae трибы Epidendreae, подсемейства Эпидендровые, семейства Орхидные.
Аббревиатура родового названия — Arpo.

## Виды
Список видов по данным The Plant List:
- Arpophyllum giganteum Hartw. ex Lindl.
- Arpophyllum laxiflorum Pfitzer
- Arpophyllum spicatum Lex.